# Melipotis agrotoides
Melipotis agrotoides är en fjärilsart som beskrevs av Walker 1857. Melipotis agrotoides ingår i släktet Melipotis och familjen nattflyn. Inga underarter finns listade i Catalogue of Life.